# NGC 6965
NGC 6965 في الفهرس العام الجديد، هي مجرة، تقع في كوكبة الدلو. اكتشفت في 27 أغسطس 1857 بواسطة ويليام بارسونز.

## روابط خارجية
- NGC 6965 على موقع ويكي سكاي: DSS2, SDSS, GALEX, IRAS, Hydrogen α, X-Ray, Astrophoto, Sky Map, Articles and images